# Western Daily Press

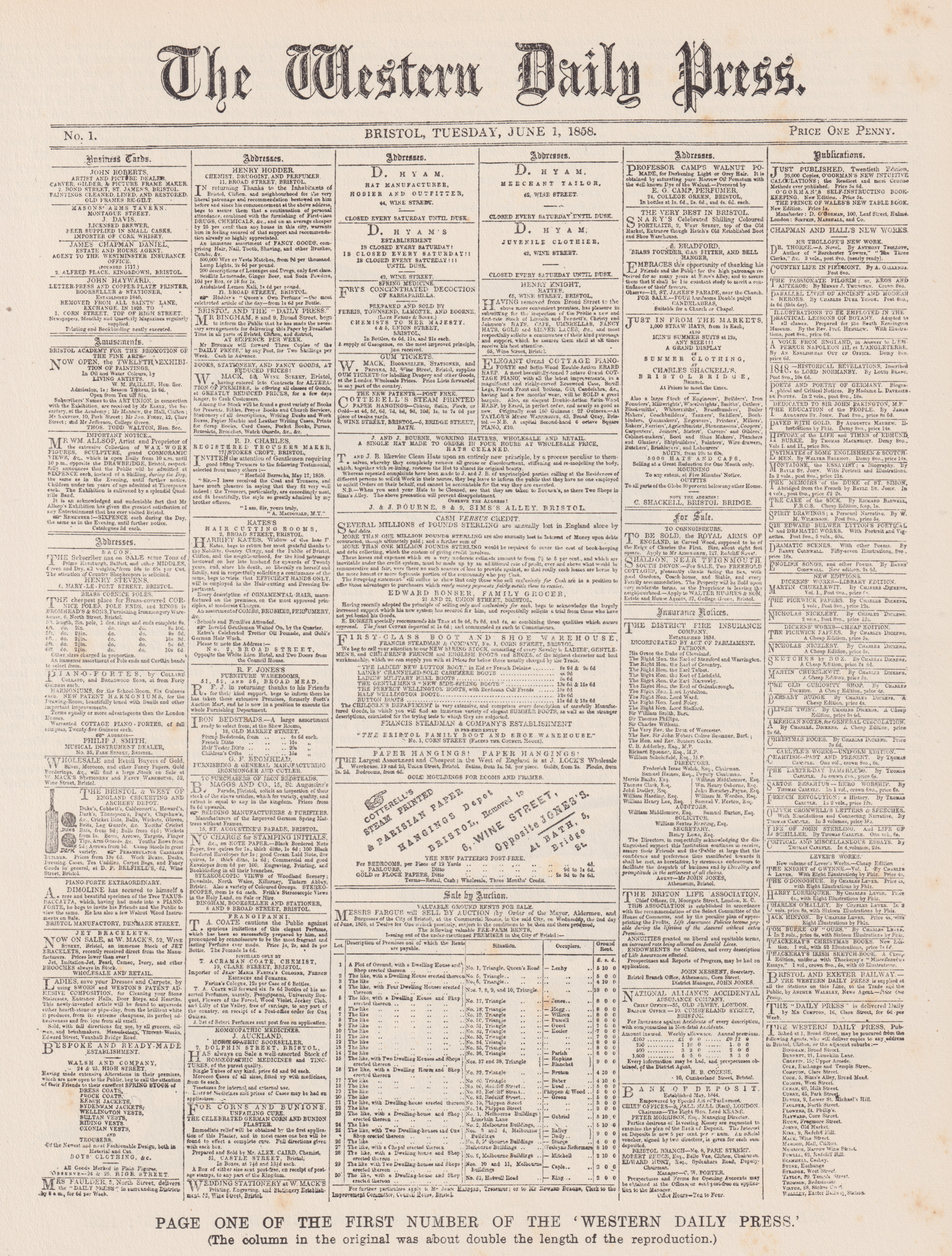
Portada de la primera edición, 1858

El Western Daily Press es un periódico regional que cubre partes del suroeste de Inglaterra, principalmente Gloucestershire, Wiltshire y Somerset, así como las áreas metropolitanas de Bath and North East Somerset y la zona de Bristol. Se publica de lunes a sábado en Bristol, RU. La mayoría de sus lectores se encuentran en zonas rurales, pueblos pequeños y aldeas a lo largo de la región, y la cobertura del periódico sobre temas rurales, agrícolas y del campo es especialmente destacada. También tiene un buen historial en detectar historias curiosas y extrañas que de otro modo no serían publicadas. Políticamente, tiende a ser conservador, aunque su cobertura de la prohibición del caza del zorro en el Reino Unido fue neutral, reconociendo que incluso en zonas rurales hay una gran división de opiniones sobre el tema.

## Fundación
Fue fundado por el empresario escocés Peter Stewart Macliver y el periodista de Newcastle Walter Reid, y se publicó por primera vez el 1 de junio de 1858. Macliver fundó posteriormente el Bristol Observer. Reid asumió la dirección del Western Daily Press en 1891 y lo gestionó hasta principios del siglo XX.

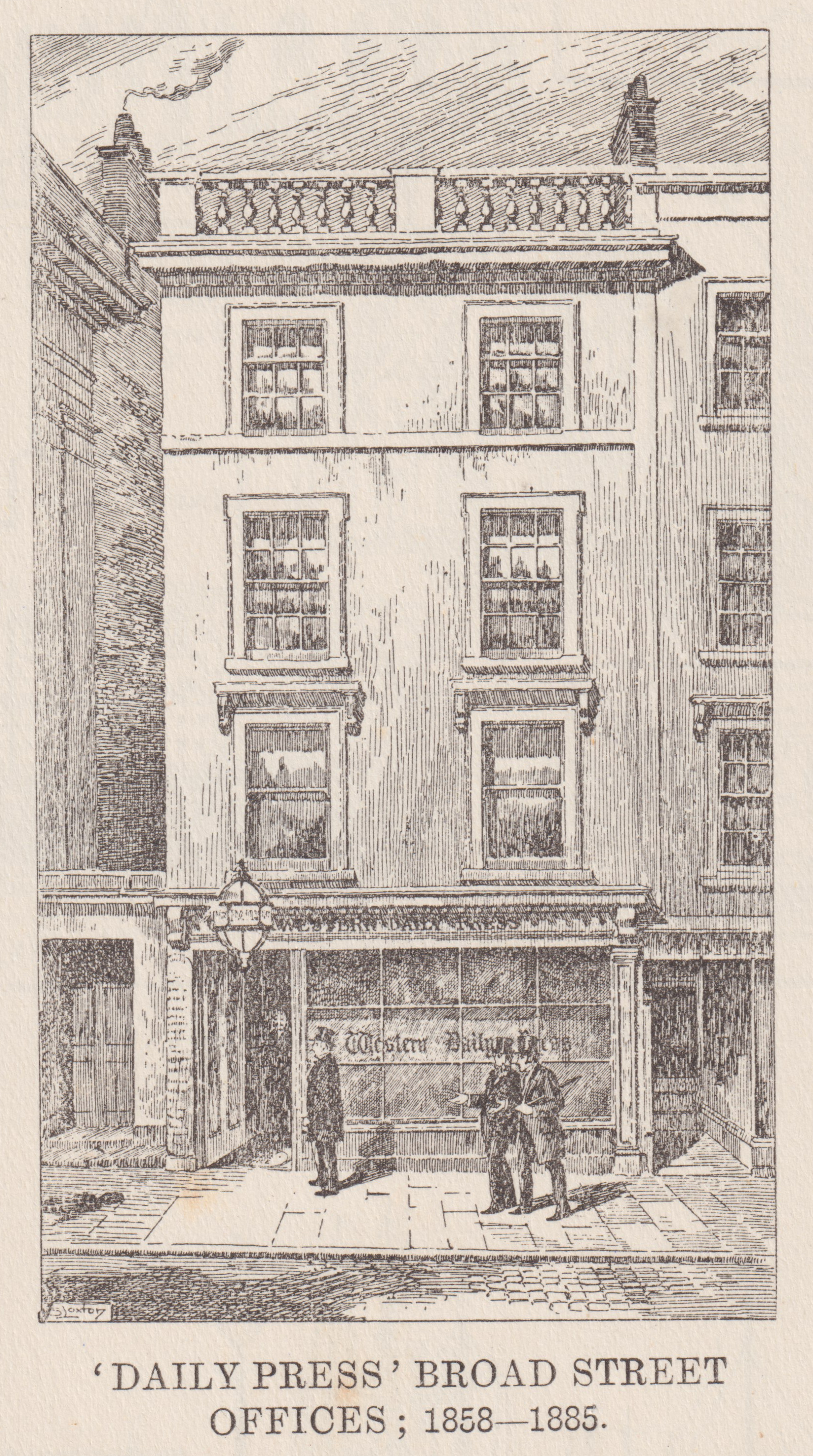
Oficinas del Western Daily Press, Broad Street, 1858-1885

## SigloXX

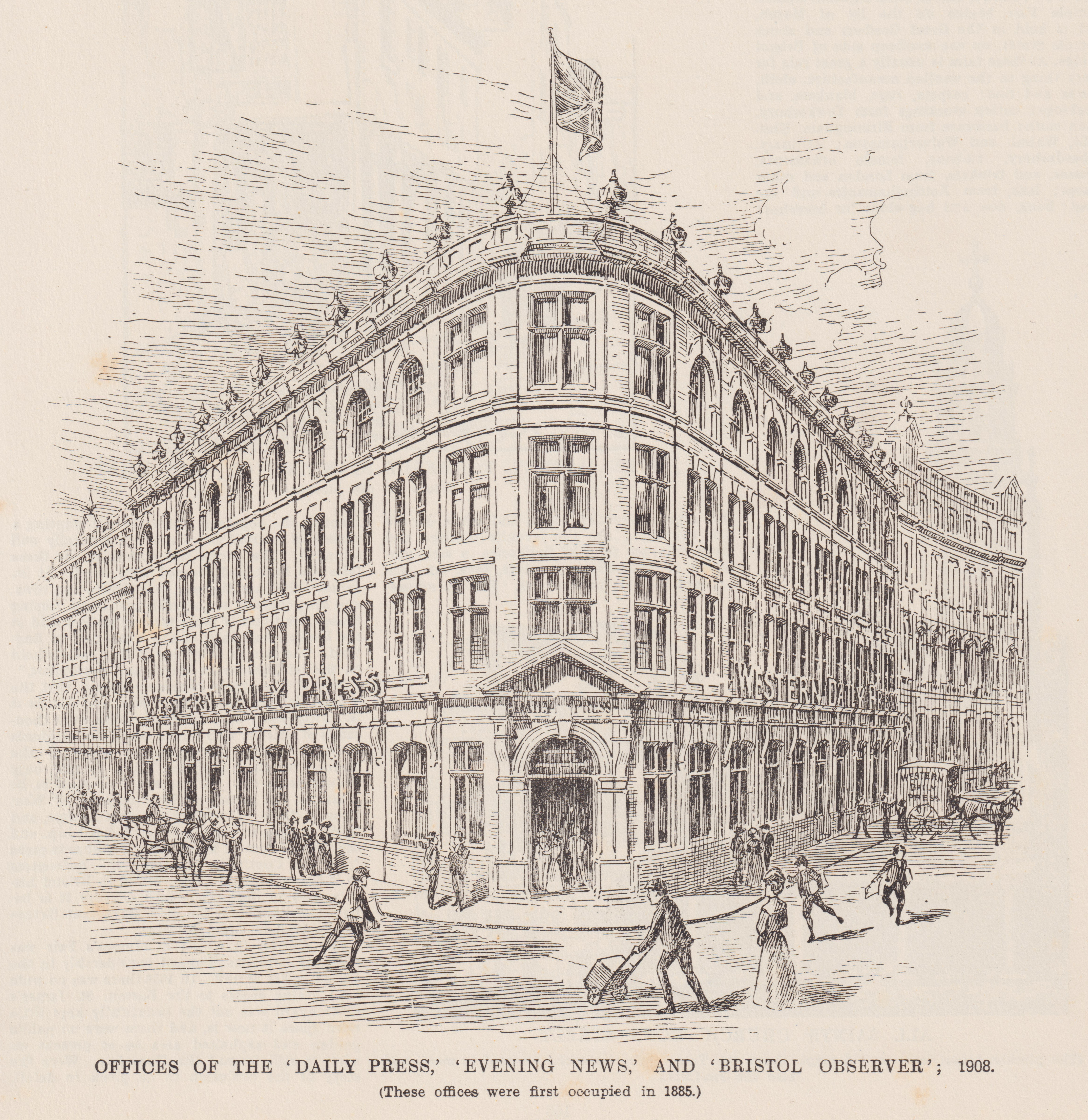
Oficinas del Western Daily Press, 1908

El Western Daily fue comprado por Bristol United Press (BUP), la misma empresa que publica el Bristol Evening Post, en 1960, y desde 1974 ha tenido su sede en el edificio de la compañía en Temple Way. BUP fue adquirida en 1999 por el Daily Mail and General Trust, el conglomerado mediático que también publica el tabloide británico de gran tirada Daily Mail, y pasó a formar parte de su Northcliffe Group de periódicos regionales, después de que DMGT ya poseyera previamente una participación minoritaria.
Como ocurre con la mayoría de los títulos en el Reino Unido, el Western Daily Press ha estado luchando contra la disminución de las cifras de circulación de periódicos en los últimos años y actualmente vende menos de 15.000 ejemplares por día. Este es un problema particular para el Western Daily Press, ya que su área de circulación es muy amplia y los costos de distribución y de mantenimiento de periodistas locales son desproporcionadamente altos.

## SigloXXI
En 2005, varios empleados fueron despedidos en las publicaciones de BUP, ya que la dirección intentaba lograr ahorros mediante el uso compartido de recursos entre los distintos periódicos. Esto llevó a que algunos periodistas del Western Daily Press intentaran subastarse en eBay como una broma. La National Union of Journalists ha sido muy crítica con estos recortes y está particularmente activa en Bristol; el sindicato afirma que, a pesar de la caída en la circulación, los periódicos siguen siendo extremadamente rentables, en parte gracias a los ingresos por publicidad, y que los recortes están siendo impulsados por las expectativas poco realistas de los accionistas.

## Personal
El actual editor es Gavin Thompson, quien sucedió a Rob Stokes, quien a su vez había sucedido a Tim Dixon, editor entre 2010 y 2014, y antes de él, Andy Wright. El periódico es producido por un pequeño equipo de periodistas polivalentes conocidos como editores de contenido, que trabajan junto al editor y con un reducido grupo de reporteros de distrito.
El dramaturgo Tom Stoppard comenzó su carrera como periodista en el Western Daily Press, y otros nombres famosos que han trabajado en el periódico incluyen al Sir Terry Pratchett.

## Impresión y circulación
En mayo de 2009 se anunció que la impresión del Press y de su periódico hermano, el Bristol Evening Post, se trasladaría a Didcot, en Oxfordshire, aunque los departamentos editoriales siguen teniendo su sede en Bristol.
Esto ha provocado algunas dificultades de distribución debido al ya mencionado amplio ámbito de circulación y, como consecuencia, el suministro al extremo suroeste del Reino Unido ha cesado.
En abril de 2010 se anunció que la edición y subedición del Press se llevaría a cabo en Plymouth y que la publicación sería renovada para parecerse visualmente al Western Morning News, que también se edita y subedita desde Plymouth. La cifra de ventas se desplomó posteriormente.
En mayo de 2010 se anunció que el Western Daily Press pasaría a publicarse en una sola edición, y ya no en dos (Somerset/Late City, Bath/Wiltshire/Severnside).
En octubre de 2011, el equipo editorial regresó a su antigua sede en Bristol.